# دايسوكي إينازمي
دايسوكي إينازمي (باليابانية: 稲積 大介) (مواليد 8 مايو 1997) هو لاعب كرة قدم ياباني.

## وصلات خارجية
- دايسوكي إينازمي على موقع رابطة كرة القدم اليابانية للمحترفين (اليابانية)
- دايسوكي إينازمي على موقع قاعدة بيانات كرة القدم.إي يو (الإنجليزية)
- دايسوكي إينازمي على موقع Soccerway.com (الإنجليزية)